# Рябініно (Правдинський район)
Рябі́ніно (рос. Рябинино), до 1947 року — Корвлак (нім. Korwlack) — селище в Правдинському районі Калінінградської області Російської Федерації. Входить до складу Правдинського міського поселення.